# Yi Jianlian
Yi Jianlian (chiń. upr. 易建聯; chiń. trad. 易建聯; pinyin Yì Jiànlián; ur. 27 października 1987 w Heshan) – chiński koszykarz grający na pozycji silnego skrzydłowego, olimpijczyk, obecnie zawodnik Guangdong Southern Tigers.

## Życiorys
Yi jest jedynym dzieckiem Yi Jingliu i Mai Meiling, którzy uprawiali piłkę ręczną. Jego rodzice początkowo nie chcieli wysyłać go do szkoły sportowej, do której uczęszczają wyjątkowo uzdolnione dzieci. Jednakże trener koszykówki w szkole sportowej przekonał ich do tego, żeby Yi Jianlian rozpoczął profesjonalny trening.

## Kariera w Chinach
Karierę rozpoczął w chińskim zespole Guangdong Southern Tigers w 2002. W pierwszym sezonie został wybrany debiutantem roku w Chińskiej Lidze Koszykówki (CBA). Podczas pięciu lat występów w tym klubie zdobył trzy tytuły mistrza Chin. W tym samym czasie występował również w reprezentacji Chin, z którą zagrał na Igrzyskach Olimpijskich w 2004 oraz mistrzostwach świata w 2006. W 2004 wystąpił w meczu wschodzących gwiazd - Nike Hoop Summit.
W 2002 Adidas zaprosił go do udziału w organizowanym przez tę firmę obozie treningowym ABCD w Teaneck w Stanach Zjednoczonych, gdzie Yi grał przeciwko zawodnikom z amerykańskich uniwersytetów. Po powrocie do Chin w tym samym roku dołączył do zespołu Guangdong Southern Tigers. W pierwszym sezonie uzyskał średnią 3,5 punktu oraz 1,9 zbiórek na mecz. W czterech finałowych spotkaniach CBA zdobywał średnio 7,3 punktu oraz 7,3 zbiórki, dzięki czemu przyznano mu tytuł debiutanta roku. 24 sierpnia 2003 w magazynie TIME ukazał się artykuł zatytułowany „The Next Yao Ming” („Kolejny Yao Ming”) poświęcony temu zawodnikowi. Przez kolejne trzy sezony Yi prowadził drużynę z Guangdong do Mistrzostwa Chin, a w 2006 zdobył tytuł MVP finałów CBA. W ostatnim sezonie swoich występów w Chińskiej Lidze Koszykówki osiągnął rekordowe wyniki w swojej karierze – 24,9 punktu oraz 11,5 zbiórki na mecz, jednak„Tygrysy” przegrały w finale z klubem Bayi Rockets.

## NBA
W 2007 został wybrany w Drafcie NBA z numerem 6 przez Milwaukee Bucks. Przez kilka miesięcy odmawiał podpisania kontraktu, jednak ostatecznie 29 sierpnia został zawodnikiem tego klubu.
W swoim pierwszym sezonie w NBA Yi został debiutantem grudnia (NBA Rookie of the Month for December 2007), zdobywając w tym miesiącu średnio 12, pkt. i 6,6 zbiórki. Jego najwyższa zdobycz punktowa to 29 pkt przeciwko Charlotte Bobcats 22 grudnia 2007. 30 stycznia 2008 został wybrany do drużyny debiutantów podczas 2008 NBA All-Star Game. Z powodu kontuzji zakończył sezon już w kwietniu 2008.
26 czerwca 2008 Yi został sprzedany do drużyny New Jersey Nets. Po rozegraniu 37 meczów, gdzie osiągał średnio 10,5 punktu i 6,2 zbiórki na mecz, 9 stycznia 2009 Yi odniósł kontuzję. Wrócił do gry 17 lutego 2009, jednak nie osiągał już tak dobrych statystyk i został odsunięty od pierwszego składu. Jego średnie w sezonie wyniosły 8,6 punktu i 5,3 zbiórki na mecz. W sezonie 2009–2010 Yi wrócił do wyjściowego składu New Jersey, ale stale trapiły go kontuzje. Jego końcowe średnie w tym sezonie to 12 punktów i 7,2 zbiórek na mecz.
29 czerwca 2010 Yi został wymieniony do drużyny Washington Wizards. W sezonie 2010–11 osiągnął średnią 5,6 punktu i 3,9 zbiórek na mecz. Po sezonie nie przedłużono z nim umowy.
6 stycznia 2012 Yi podpisał roczny kontrakt z Dallas Mavericks, ale został od razu przesunięty do Texas Legends, drużyny niższej ligi Dallas D-League. Po rozegraniu dwóch dobrych meczów, 9 stycznia 2012 został przywrócony do głównej drużyny. W drużynie z Dallas Yi wystąpił w swoim pierwszym meczu play-off NBA, zdobywając 5 punktów podczas spotkania z Oklahoma City Thunder w trzeciej rundzie serii play-off.
22 sierpnia 2016, po 4 latach przerwy Yi podpisał roczny kontrakt o wartości 8 mln USD z Los Angeles Lakers, jednak wystąpił tylko w 6 meczach w okresie przedsezonowym. Kontrakt rozwiązano 24 października 2016.

## Kontrowersje
Pewne kontrowersji budzi sprawa jego wieku, ponieważ istnieją podejrzenia, iż oficjalna data jego urodzin (27 października 1987) została celowo sfałszowana, aby mógł dłużej występować w zawodach juniorów. Yi odmawia komentarzy na ten temat.

## Osiągnięcia

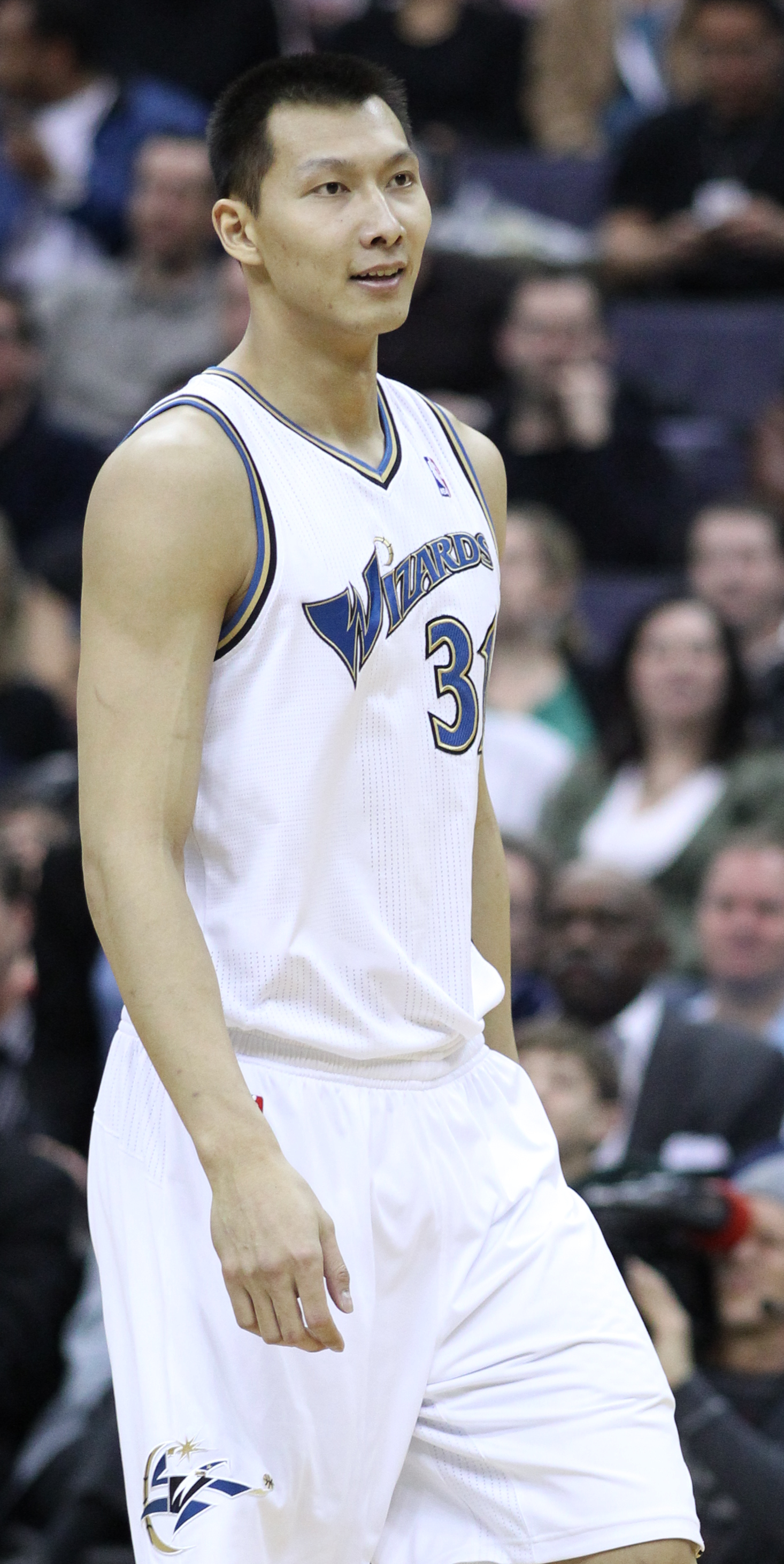
Yi w barwach Washington Wizards (2011).

Stan na 18 stycznia 2020, na podstawie, o ile nie zaznaczono inaczej.

### CBA
- Mistrz Chin (2004–2006, 2013, 2019)
- Wicemistrz CBA (2003, 2007, 2017)
- MVP:
  - Chiński MVP CBA (2013–2016)
  - finałów CBA (2006, 2013, 2019)
  - meczu gwiazd CBA (2013, 2018)
- 10-krotny uczestnik meczu gwiazd CBA (2004–2007, 2013–2020)

### NBA
- Debiutant miesiąca (grudzień 2007)
- Uczestnik meczu Rising Stars Challenge (2008)

### Reprezentacja
Drużynowe
- Mistrz:
  - Azji (2005, 2011, 2015)
  - igrzysk azjatyckich (2006)
- Wicemistrz Azji (2009)
- Uczestnik:
  - igrzysk olimpijskich (2004 – 8. miejsce, 2008 – 8. miejsce, 2012 – 12. miejsce, 2016 – 12. miejsce)
  - mistrzostw:
    - świata (2006 – 15. miejsce, 2010 – 16. miejsce)
    - Azji (2005, 2009, 2011, 2013 – 5. miejsce, 2015)
    - świata U–19 (2003 – 14. miejsce)

  - turnieju:
    - FIBA Diamond Ball (2004 – 4. miejsce, 2008 – 3. miejsce)
    - London Invitational (2011 – 6. miejsce)

  - Pucharu Stankovicia (2005 – 4. miejsce, 2006 – 5. miejsce, 2013)

Indywidualne
- MVP mistrzostw Azji (2011, 2015)
- Lider w zbiórkach:
  - igrzysk olimpijskich (2012)[22]
  - mistrzostw świata (2010)
- Zaliczony do I składu mistrzostw Azji (2011, 2015)

## CBA
| Sezon   | Drużyna                   | Mecze | Zb.  | As. | % z gry | % wolne | Pkt. śr. |
| ------- | ------------------------- | ----- | ---- | --- | ------- | ------- | -------- |
| 2002-03 | Guangdong Southern Tigers | ??    | 3,3  | 0,2 | .58     | ??      | 5,0      |
| 2003-04 | Guangdong Southern Tigers | 28    | 5,9  | 0,5 | .517    | .741    | 9,7      |
| 2004-05 | Guangdong Southern Tigers | 53    | 10,2 | 1,4 | .568    | .717    | 16,8     |
| 2005-06 | Guangdong Southern Tigers | 52    | 9,7  | 1,2 | .574    | .754    | 20,5     |
| 2006-07 | Guangdong Southern Tigers | 39    | 11,5 | 1,1 | .585    | .816    | 24,9     |
| Suma    |                           | 172   | 9,6  | 1,1 | .570    | .783    | 18,6     |